# Richard David Barnett
Richard David Barnett CBE FBA FSA (* 23. Januar 1909 in London; † 29. Juli 1986 ebenda) war ein britischer vorderasiatischer Archäologe und Kurator am British Museum.

## Leben
Richard David Barnett kam Anfang 1909 im Londoner Stadtteil Acton als Sohn von Lionel David Barnett (1871–1960), Indologe und Kurator der Abteilung für orientalische Manuskripte und gedruckter Bücher am British Museum, und dessen Ehefrau Blanche Esther Barnett (1876–1955), Tochter eines Londoner Rabbis, zur Welt. Väterlicherseits konnte er seine Herkunft auf eine Rabbifamilie aus dem polnisch-tschechischen Raum zurückführen, die 1823 nach England ausgewandert war. Zeitlebens war er ein aktives Mitglied der jüdischen Gemeinde Londons. Barnett besuchte verschiedene höhere Schulen in London und Oxford, bevor er ab 1927 mit einem Stipendium am Corpus Christi College der University of Cambridge studierte, wo er sich im Classical honours tripos einschrieb und durch seine akademischen Leistungen bestach. Von 1930 und 1932 setzte er sein Studium an der British School at Athens fort und assistierte Humfry Payne bei Ausgrabungen in Perachora bei Korinth.
Im Juni 1932 wurde Barnett assistierenden Kurator (assistant keeper) in der ägyptisch-assyrischen Abteilung des British Museums ernannt. In dieser Funktion studierte Barnett über die nächsten Jahre die Mitte des 19. Jahrhunderts von Austen Henry Layard und William Loftus in Nimrud ausgegrabenen syrisch-phönizischen Elbenfeinfragmente und die von Leonard Woolley und T. E. Lawrence in den 1910er Jahren in Karkemiš entdeckten hethitischen Hieroglypheninschriften. Parallel beteiligte er sich 1935 an den Ausgrabungen von Max Mallowan im nordsyrischen Chagar Bazar und 1938 an weiteren Ausgrabungen von John Garstang im türkischen Mersin. Im Zweiten Weltkrieg diente er zunächst von 1940 bis 1942 in Bletchley Park, wo er zusammen mit D. R. Shackleton Bailey den Code türkischer Diplomaten bei den Achsenmächten entschlüsselte. Anschließend wechselte er als Griechisch- und Türkisch-Übersetzer zur Royal Air Force und war ab 1943 im Nahen Osten studiert. Nach Kriegsende kehrte er nach London zurück, wo er 1948 Barbara Joan Pinto heiratete, mit der er in den nächsten Jahren drei Kinder bekam.
1953 wurde Barnett zum stellvertretenden Kurator der ägyptisch-assyrischen Abteilung des British Museums befördert. Als 1955 die Abteilung umstrukturiert wurde, übernahm Barnett als Kurator die Leitung der neu gebildeten westasiatischen archäologischen Abteilung, die die Geschichte des Nahen Ostens bis zum Zeitalter der islamischen Expansion inklusive der Geschichte der Phönizier im gesamten Mittelmeerraum abdeckte. Unter Barnetts Leitung wurden die Ausstellungen der Abteilung neu organisiert und vergrößert und der Bestand der Abteilung erweitert. Zugleich betonte Barnett die Bedeutung von professioneller Restaurierung und stellte mehrere Restauratoren ein. Parallel förderte er die interne und externe Forschung in der Abteilung und stipulierte die Veröffentlichung diverser Fachschriften auf Basis des Bestandes der Abteilung, darunter einiger Forschungsberichte vergangener Ausgrabungen. Barnett selbst publizierte ebenfalls diverse Schriften, insbesondere zu assyrischen Inschriften, aber auch zum phönizischen Friedhof in Tharros auf Sardinien und zu allgemeineren Themen der vorderasiatischen Archäologie.
Privat interessierte sich Barnett auch für jüdische Geschichte, zu der er ebenfalls publizierte. Unter anderem gab er 1974 einen Katalog des Jewish Museum London heraus; posthum erschienen Editionen von Dokumenten der Londoner Bevis-Marks-Synagoge und von jüdischen Grabinschriften auf Jamaika. Von 1959 bis 1961 war er Präsident der Jewish Historical Society of England. Nachdem Barnett im British Museum in den Ruhestand gegangen war, war er 1974/1975 als Gastprofessor an der Hebräischen Universität Jerusalem tätig. Von 1968 an war Barnett zudem Vorsitzender der Anglo-Israel Archaeological Society – ein Amt, das er auch im Ruhestand weiter ausführte. Viele Jahre saß er auch im Vorstand des British Institute of Archaeology at Ankara, dem er von 1961 bis 1969 als Vizepräsident diente. Ähnliche Gremienarbeit leistete er für die British School of Archaeology at Jerusalem und den Palestine Exploration Fund, wie auch für andere Instititonen der vorderasiatischen Archäologie und verwandten Disziplinen.
Angesichts seiner Verdienste wurde Barnett 1951 zum Fellow der Society of Antiquaries of London und 1962 zum Fellow der British Academy gewählt und erhielt 1958 die Ehrendoktorwürde der University of Cambridge. Im gleichen Jahr wurde er zum korrespondierenden Mitglied des Deutschen Archäologischen Instituts gewählt, den gleichen Status hatte er auch bei der Archäologischen Gesellschaft Athen inne. 1966 würdigte ihn die Israel Exploration Society mit einer Ehrenmitgliedschaft. Anlässlich seines Eintrittes in den Ruhestand wurde er 1974 zum Commander des Order of the British Empire ernannt. Zu seinem 75. Geburtstags wurde ihm 1983 der 33. Band der Fachzeitschrift Anatolian Studies als Festschrift gewidmet; posthum wurde ihm auch Band 29 der Jewish Historical Studies (1982–1986) gewidmet. Barnett verstarb 77-jährig an der Motoneuron-Krankheit in London und wurde auf dem Golders Green Jewish Cemetery begraben. Sein Nachlass gelangte zu weiten Teilen ins British Museum; einige Bücher gingen an die Antikenabteilung des Rockefeller Museum in Jerusalem.

## Veröffentlichungen
Eine umfassende Bibliografie mit allen von Barnetts Veröffentlichungen bis 1982 bietet: John Curtis: Bibliography of R. D. Barnett. In: Anatolian Studies, Band 33, S. 219–229. JSTOR:3642711 Daran anschließend John Curtis: Richard David Barnett, 1909–1986. In: Proceedings of the British Academy, Band 76, 1991, S. 321–345, hier S. 344–345.
Monografien
- mit Leonard Woolley: Carchemish: Report on the Excavations at Jerablus on Behalf of the British Museum. Band 3. British Museum, London 1952.
- A Catalogue of the Nimrud Ivories with other examples of Ancient Near Eastern Ivories in the British Museum. British Museum, London 1957.
- Assyrian Palace Reliefs and their Influence on the Sculptures of Babylonia and Persia. Mit Illustrationen von W. Foreman. Batchworth Press, London 1959.
- mit Donald Wiseman: Fifty masterpieces of ancient Near Eastern art in the Department of Western Asiatic Antiquities, the British Museum. British Museum, London 1960.
- The Synagogue of Bevis Marks. Oxford University Press, Oxford 1960.
- mit Margarete Falkner: The Sculptures of Aššur-Nasir-Apli II (883–859 B.C.), Tiglath Pileser III (745–727 B.C.), Esarhaddon (681–669 B.C.) from the Central and South-West Palaces at Nimrud. British Museum, London 1962.
- Illustrations of Old Testament History. British Museum, London 1966.
- Assyrian Sculpture in the British Museum. Mit Fotografien von Amleto Lorenzini. McClelland and Stewart, Toronto 1975. ISBN 0771053452.
  - Assyrische Skulpturen im British Museum. Übersetzt von Norbert Kunisch. Bongers, Recklinghausen 1975. ISBN 3-7647-0274-5.
- Sculptures from the North Palace of Ashurbanipal at Nineveh (668–627 B.C.). British Museum Publications, London 1976. ISBN 0-7141-1046-9.
- Ancient Ivories in the Middle East (= Nahman Avigad, Joseph Aviram, Ephraim Stern, Yigael Yadin: Qedem: Monographs of the Institute of Archaeology, The Hebrew University of Jerusalem, Band 14). Institute of Archaeology der Hebräischen Universität Jerusalem, Jerusalem 1982.
- Oron Yoffe (Hrsg.): mit Philip Wright: The Jews of Jamaica: Tombstone Inscriptions, 1663–1880. Ben Zvi Institute, Jerusalem 1997. ISBN 965-235-068-0.
- mit Erika Bleibtreu und Geoffrey Turner: Sculptures from the Southwest Palace of Sennacherib at Nineveh. Zwei Bände. British Museum Press, London 1998. ISBN 0-7141-1126-0.
- J. E. Curtis und N. Tallis (Hrsg.): mit J. E. Curtis, L. G. Davies, M. M. Howard, C. B. F. Walker: The Balawat Gates of Ashurnasirpal II. British Museum Press, London 2008. ISBN 978-0714111667.

Herausgeberschaften
- The Sephardi Heritage: Essays on the History and Cultural Contribution of the Jews of Spain and Portugal. Zwei Bände. Valentine, Mitchell & Co., London 1971.
- Catalogue of the Jewish Museum London. Harvey Miller, London 1974.
- mit Carole Mendleson: Tharros: A Catalogue of Material in the British Museum from Phoenician and other Tombs at Tharros, Sardinia. British Museum Press, London 1987. ISBN 0714112763.

Übersetzungen
- André Dupont-Sommer: The Jewish Sect of Qumran and the Essenes [= Nouveaux aperçus sur les Manuscrits de la Mer Morte, Paris 1953]. Mitchell and Company, London 1954.